# زهير سنيسلة
زهير سنيسلة (مواليد 25 يناير 1999)، لاعب كُرة قدم بارالمبية مغربي. تُوج زهير مع مُنتخب بلاده بأربع كأس أمم إفريقيا و بالميدالية البرونزية ضمن مُنافسات كرة القدم الخماسية للمكفوفين خلال دورة الألعاب البارالمبية الصيفية 2020.

## مسيرته
وُلد زهير في 25 يناير 1999 بالدار البيضاء، حين كان في سنّ السابعة تقريبا فقد بصره إثر ضربة تلقّاها من أحد الأطفال الذين كان يلعب معهم. زهير متزوج ولديه ابنة.
بدأ زهير ممارسة كرة القدم للمكفوفين منذ سن العاشرة. سنة 2014، انضمّ زهير للمنتخب المغربي للمكفوفين، وشارك رفقته في عدة بطولات، منها بطولة أفريقيا، وبطولة العالم، والألعاب الأولمبية.
سنة 2021، شارك مع المنتخب المغربي في الألعاب البارالمبية بطوكيو، وتمكّن زهير من تسجيل ثمانية أهداف، مُمكّنا بذلك المنتخب من الفوز ببرونزية المُسابقة، ومُحتلاّ صدراة الهدافين،

## إنجازاته
- منتخب المغرب لكرة القدم للمكفوفين
  -  كأس أفريقيا 2015
  - المركز الثامن في كرة القدم الخماسية للمكفوفين ضمن دورة الألعاب البارالمبية الصيفية 2016
  -  كأس أفريقيا 2017
  - المركز الثامن في بطولة العالم بمدريد 2018
  -  كأس أفريقيا 2019
  -  برونزية كرة القدم الخماسية للمكفوفين ضمن دورة الألعاب البارالمبية الصيفية 2020
  -  كأس أفريقيا 2022

### جوائز فردية
- أحسن لاعب في بطولة أفريقيا 2019
- هداف مسابقة كرة القدم ضمن دورة الألعاب البارالمبية الصيفية 2020 برصيد 8 أهداف

## روابط خارجية
- زهير سنيسلة على موقع Paralympic.org (الإنجليزية)